# 克拉地峡
克拉地峡（Kra Isthmus）為泰國連結馬來半島的地區，最窄處只有56公里，最高處為海拔75米。

## 命名
得名來自泰國的克拉布里河（Kra Buri），是拉廊府（Ronong）的一條小河流。

## 地理
克拉地峽位于泰国南部地区春蓬府和拉廊府境内的北緯七度到十度間約400公里的地區，连接马来半岛，習慣上是馬來半島的最北界。東接泰國灣，西濒安达曼海。整個地峽都屬於泰國，最窄处约56公里，最寬處約190公里。最高處為海拔75米。最窄處是克拉百利河（Kraburi River）河口和泰國春蓬府（Chumphon）春蓬市之間。
克拉地峽為馬來半島蒂迪旺沙山脈的分界。以克拉地峽為界，蒂迪旺沙山脈南段稱為普吉山脈（Phuket Mountain），北段稱为他念他翁山（Tenasserim chain），整條山脈是從西藏延伸過來的。

## 克拉地峽運河

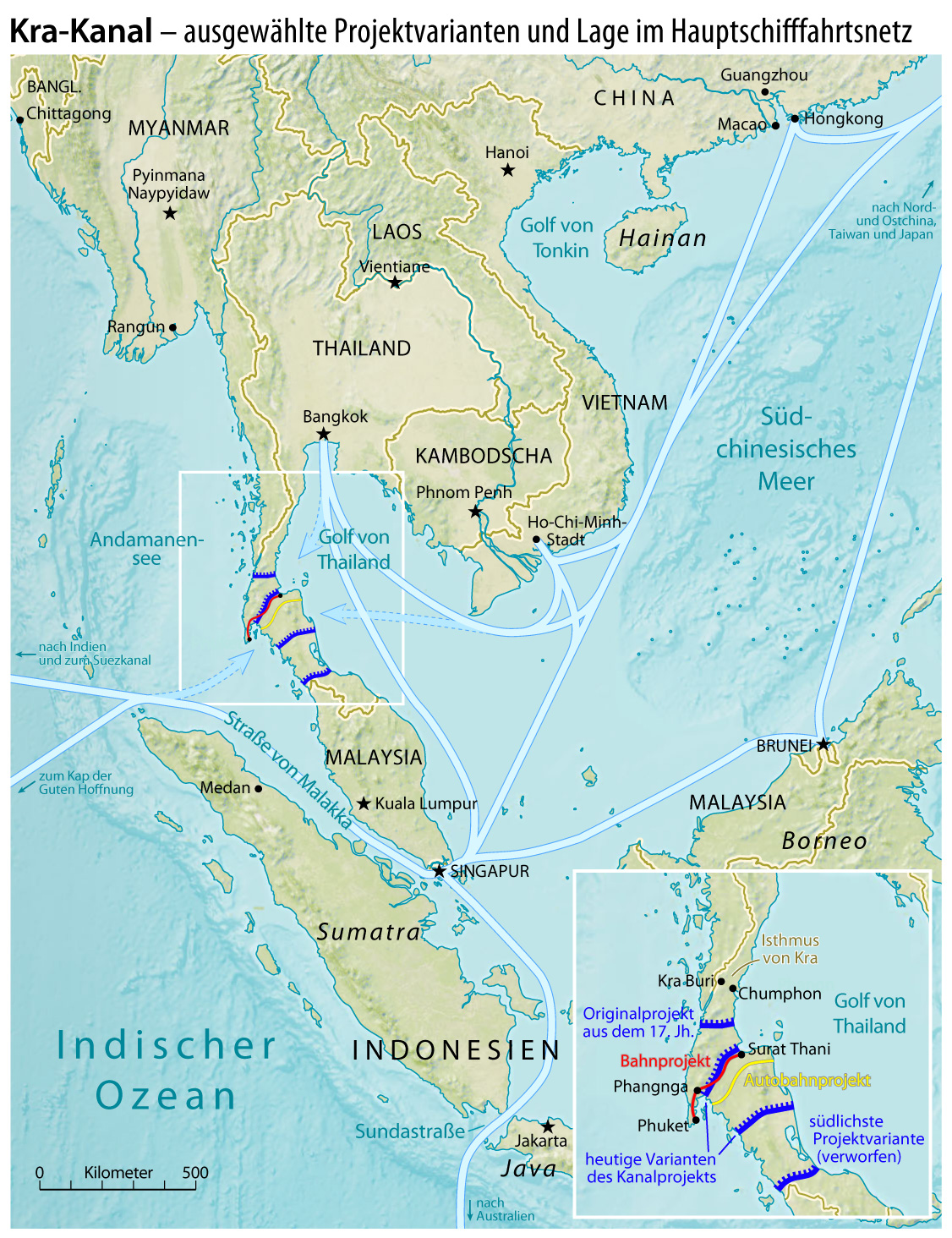
克拉運河在計劃中的位置

長期以來，有許多人提出開通克拉地峽，建鑿運河溝通太平洋及印度洋的構想。

### 背景
長期以來，東亞能源高達70%皆經由馬六甲海峽運輸，但該海峽在運量、航線、安全性等都存在不少問題，例如最窄處僅有2.8公里，淺灘太多，有時船隻難以通過，而且淤積問題嚴重，海盜猖獗，更有人斷言恐怖份子將在此發動攻擊，其事故率高達蘇伊士運河的三倍，巴拿馬運河的五倍之多。
泰國政府在克拉地峽開運河的構想引起國際廣泛注意，這號稱是「東方巴拿馬運河」的「克拉地峽運河」，預估建成後，遠洋油輪不需經過马六甲海峽，就可以直接由此處通過，航程可減少700英哩，大型油輪每趟航程預計可節省18萬英鎊(將近30萬美元)左右。

### 歷史

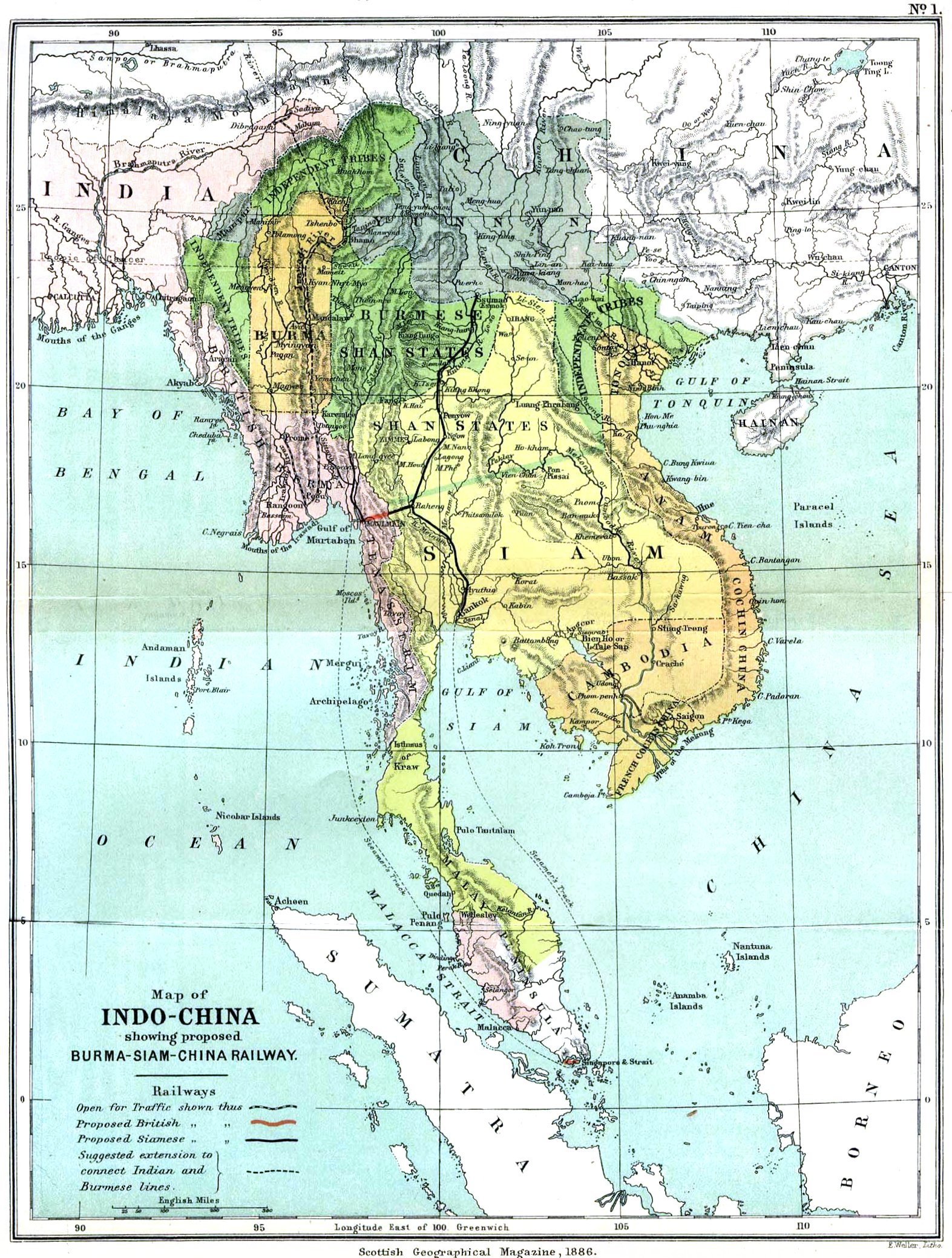
此為中南半島全圖，下方蘇門達臘及馬來半島中間即為馬六甲海峽，泰國、緬甸交界處附近標示「Kraw isthmus」即為克拉地峽

提出這個運河構想的可追溯到拉瑪五世朱拉隆功時代，但當時泰國國力難以獨自承擔而作罷。日本在第二次世界大戰時也有開鑿克拉地峽運河的構想，即使是戰後也存在高度興趣，中國也因為石油問題而持續關注該議題。
二十世紀70年代，這個構想再次被提及，但由於泰國南部是穆斯林聚居區，分離主義分子蠢蠢欲動（泰國南部三府），泰方擔心開鑿運河後會將泰國一分為二，導致政局不穩，因此歷屆政府均將此問題擱置。
2004年，泰國前總理他信宣佈五年後泰國將成為亞洲石油中心，再次提出加強泰國南部能源建設的計畫。

### 構想及實行
預計中的運河長102公里、寬400米、深25米、雙向航道。
據泰國政研究預計，克拉地峽運河工程費用將高達250億美元，為此，泰國一直在爭取其他國家合作共建。包括中國、日本在內的數個國家皆已表示願意資助。

### 困難
對於此運河的建構案，一來外界的反對聲浪相當大（在泰國境內僅三成民眾支持興建此運河，另有四成民眾反對），二來有許多難以解決的問題，故難以實施。反對者的意見主要有二：一是泰南有許多穆斯林聚居區（泰南三府），擔心此舉會造成泰國的政治動盪（運河受害者可以藉由資助運河游擊隊來破壞運河效益）；二是會造成環境保护的問題；難以解決的問題則包括耗資巨大，泰國經濟難以應付；投資者信心難以確定（使用運河能節省的航程不長，因此能收的過路費不高，不足以支付營運及興建成本）；還有泰國政治腐敗，貪污問題嚴重，施工效率頗低。
另外，還有人認為2004年是泰國大選年，總理他信在此時提出此計劃，且強調其帶動經濟，創造就業機會的部份，不排除是為了吸取泰南地區的選票。

### 替代方案
泰國政府目前的態度傾向暫不開挖地峽，而是加強泰國南部的能源相關建設，以陸上輸油為主，同時也可以為運河預做準備，2004年4月，泰國開始計畫在克拉地峽一帶，鋪設一條橫貫暹羅灣和安達曼海，長達260公里的輸油管道，在泰國灣沿岸地區建立減免稅收的石油自由貿易區，擴大已有煉油能力，建設深水碼頭，擴建儲油設施等措施，吸引國際油商進駐，期望能建設泰國成為東亞石油轉運中心，並成為能源樞紐。中國、日本皆已表示願意資助此計劃。此舉將有助於東亞地區油價下降。

### 外界態度
此計畫牽動著整個東南亞，乃至整個東亞地區的政治、經濟命脈，許多國都對此計劃有意見。
受益最大的中國及日本、以及韓國、菲律賓等國因為地理優勢、均表示贊成此計劃且願意資助，其中尤其是中國，進口原油有八成皆經由马六甲海峽運輸，所以一旦马六甲海峽出任何問題，中國只能單靠俄國單一供應的昂貴石油，就會被「一劍封喉」，因此極支持且積極推動泰國成為東南亞石油中心。
但東協不少會員國反對此計劃實施，僅越南、柬埔寨等泰國灣國家沒有反對，其中新加坡態度最為堅決，因為此舉可能會封殺新加坡的經濟。新加坡一再呼籲不要惡性競爭，希望能继续協商，但泰國能源部長李逢民表示，泰國有權和马六甲海峽競爭。媒體則將這項計畫解讀為「慢性切斷馬六甲海峽水道咽喉」、「扼殺新加坡」。

### 规划与建设
2006年，中國和東協在廣西南寧召開雙峰會議，有提到關於克拉地峽運河及石油管線相關方案的討論。
2014年3月，中国与东盟合作的克拉運河籌建小組開始運作，规划长100公里，贯通印度洋和泰国湾，建成后将成为亚洲最大的一条人工运河。开通后，东盟贸易区和世界各国之间的贸易将不再通过马六甲海峡，相对原有的马六甲航线，直线缩短一千多公里的航程，将為東盟自貿區的物流貨運節約大量的航運成本和時間成本。
2015年5月，新華社等中國主流媒體消息指中泰兩國代表在廣州舉行的克拉運河研究及投資合作洽談會上，正式簽署合作備忘錄，然而泰國主流媒體及國際媒體均沒有任何報導。其後中泰兩國政府均否認協議，指未有簽署任何項目的合作協議。